# لونتسناو
لونتسناو (بالألمانية: Lunzenau) هي بلدة ألمانية تقع في ألمانيا في ساكسونيا.  يقدر عدد سكانها بـ 4,996 نسمة .